# Dan Hicks
Dan Hicks (Pontiac, Míchigan; 19 de julio de 1951-Mill Valley, California; 30 de junio de 2020) fue un actor estadounidense de Cine Clase B, conocido por protagonizar las películas Evil Dead II (1987) y Darkman (1990). Protagonizó varias películas de horror, gore y comedia. Era amigo cercano de Sam Raimi (director de Evil Dead II) y, a menudo tenía pequeños papeles en sus películas.
En junio de 2020 anunció que padecía cáncer en fase avanzada (estado IV). El 18 de junio fue ingresado a causa de una caída y enviado a su domicilio con cuidados paliativos. Su fallecimiento fue anunciado días después, el 30 de junio a causa de dicha enfermedad. Tenía sesenta y ocho años.

## Filmografía
| Año  | Película                  | Papel/notas          |
| ---- | ------------------------- | -------------------- |
| 1987 | Evil Dead II              | Jake                 |
| 1988 | Maniac Cop                | Líder de escuadrón   |
| 1989 | Intruder                  | Bill Roberts         |
| 1990 | Darkman                   | Skip                 |
| 2004 | Spider-Man 2              | Pasajero de tren     |
| 2005 | 2001 Maniacs              | Maníaco              |
| 2007 | My name is Bruce          | Agricultor           |
| 2007 | Koreatown                 | The Stranger         |
| 2008 | Alternate Endings         | Hank                 |
| 2010 | Porkchop                  | Elron                |
| 2012 | Dead Season               | Lesh                 |
| 2012 | Porkchop 3D               | Elron                |
| 2013 | Oz the Great and Powerful | Emerald City Citizen |
| 2016 | Elder Island              | Lucas Heidegger      |